# La Chaize-Giraud
La Chaize-Giraud ist eine französische Gemeinde mit 1.103 Einwohnern (Stand: 1. Januar 2022) im Département Vendée in der Region Pays de la Loire. Sie gehört zum Arrondissement Les Sables-d’Olonne und ist Mitglied des Gemeindeverbandes Pays de Saint-Gilles-Croix-de-Vie Agglomération. Die Einwohner werden Chaizois und Chaizoises genannt.
Die Gemeinde erhielt 2023 die Auszeichnung „Eine Blume“, die vom Conseil national des villes et villages fleuris (CNVVF) im Rahmen des jährlichen Wettbewerbs der blumengeschmückten Städte und Dörfer verliehen wird.

## Geografie
La Chaize-Giraud liegt etwa 17 Kilometer nordnordwestlich von Les Sables-d’Olonne und etwa 30 Kilometer westsüdwestlich von La Roche-sur-Yon nahe der Côte de Lumière der Atlantikküste. Das Gebiet der Gemeinde wird im Norden vom Fluss Vie begrenzt.
Umgeben wird La Chaize-Giraud von den Nachbargemeinden L’Aiguillon-sur-Vie im Norden, Landevieille im Osten und im Süden sowie Bretignolles-sur-Mer im Süden und Westen.

## Geschichte
Zwischen 1974 und 1984 verlor La Chaize-Giraud vorübergehend seine Unabhängigkeit und war Teil der Gemeinde L’Aiguillon-sur-Vie.

## Bevölkerungsentwicklung

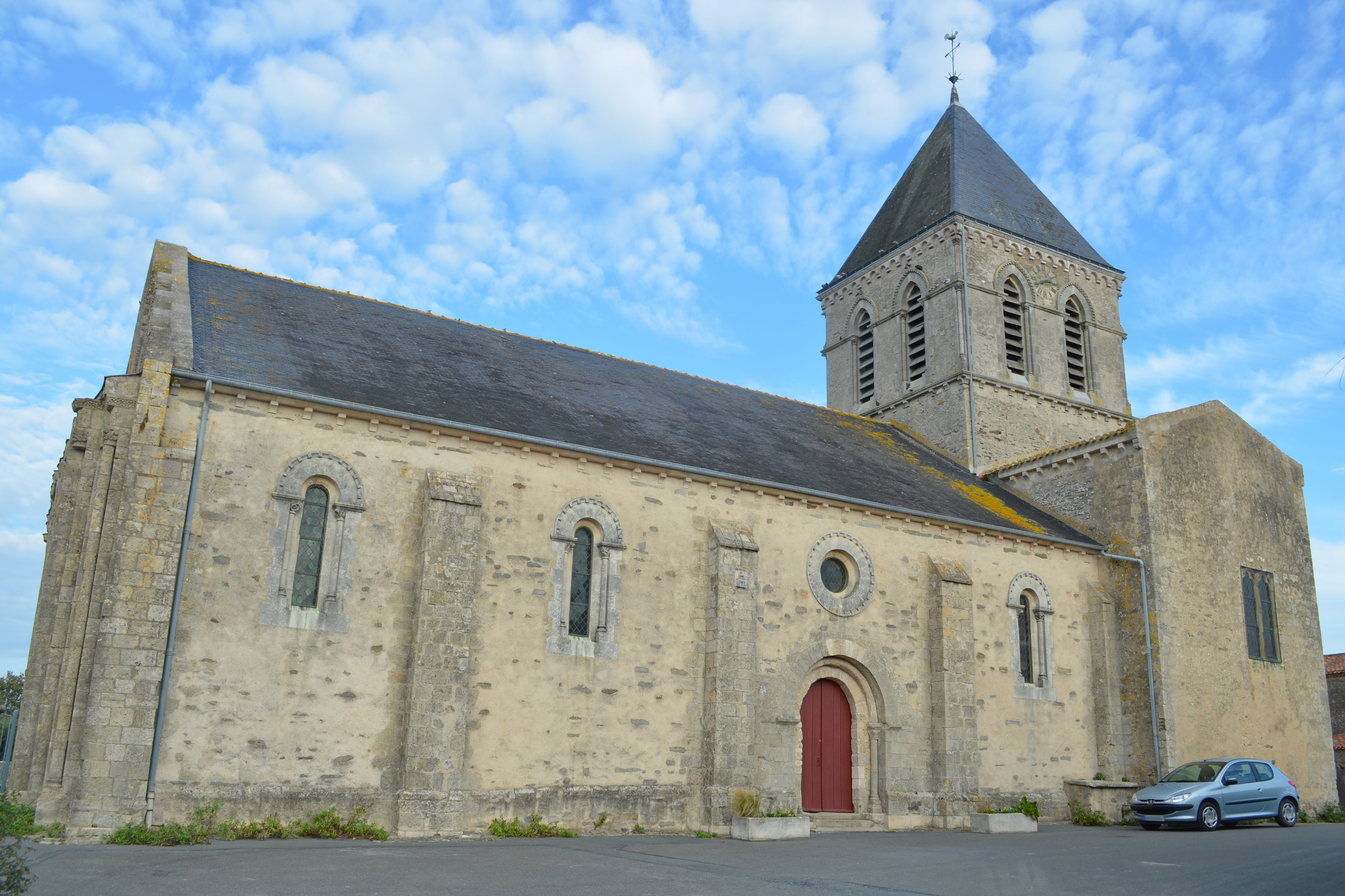
Kirche Saint-Nicolas

| Jahr                       | 1962 | 1968 | 1975 | 1982 | 1990 | 1999 | 2006 | 2013 | 2020 |
| Einwohner                  | 240  | 305  | -    | -    | 546  | 597  | 690  | 1017 | 1095 |
| Quellen: Cassini und INSEE |      |      |      |      |      |      |      |      |      |

## Sehenswürdigkeiten
- Kirche Notre-Dame aus dem 12. Jahrhundert, seit 1921 als Monument historique klassifiziert

## Persönlichkeiten
- Émile Amélineau (1850–1915), französischer Ägyptologe und Koptologe, geboren in La Chaize-Giraud